# Brignac (Morbihan)
Brignac (Gallo Brinyac, bretonisch Brennieg) ist eine französische Gemeinde mit 198 Einwohnern (Stand 1. Januar 2022) im Département Morbihan in der Region Bretagne.

## Geografie
Brignac liegt rund 52 Kilometer westlich von Rennes im Nordosten des Départements Morbihan. Die Gemeinde liegt an der Grenze zum Département Côtes-d’Armor.
Nachbargemeinden sind Ménéac im Westen, Nordwesten und Norden, Illifaut (im Département Côtes-d’Armor) im Osten, Saint-Brieuc-de-Mauron im Südosten sowie Évriguet im Südwesten.

## Bevölkerungsentwicklung

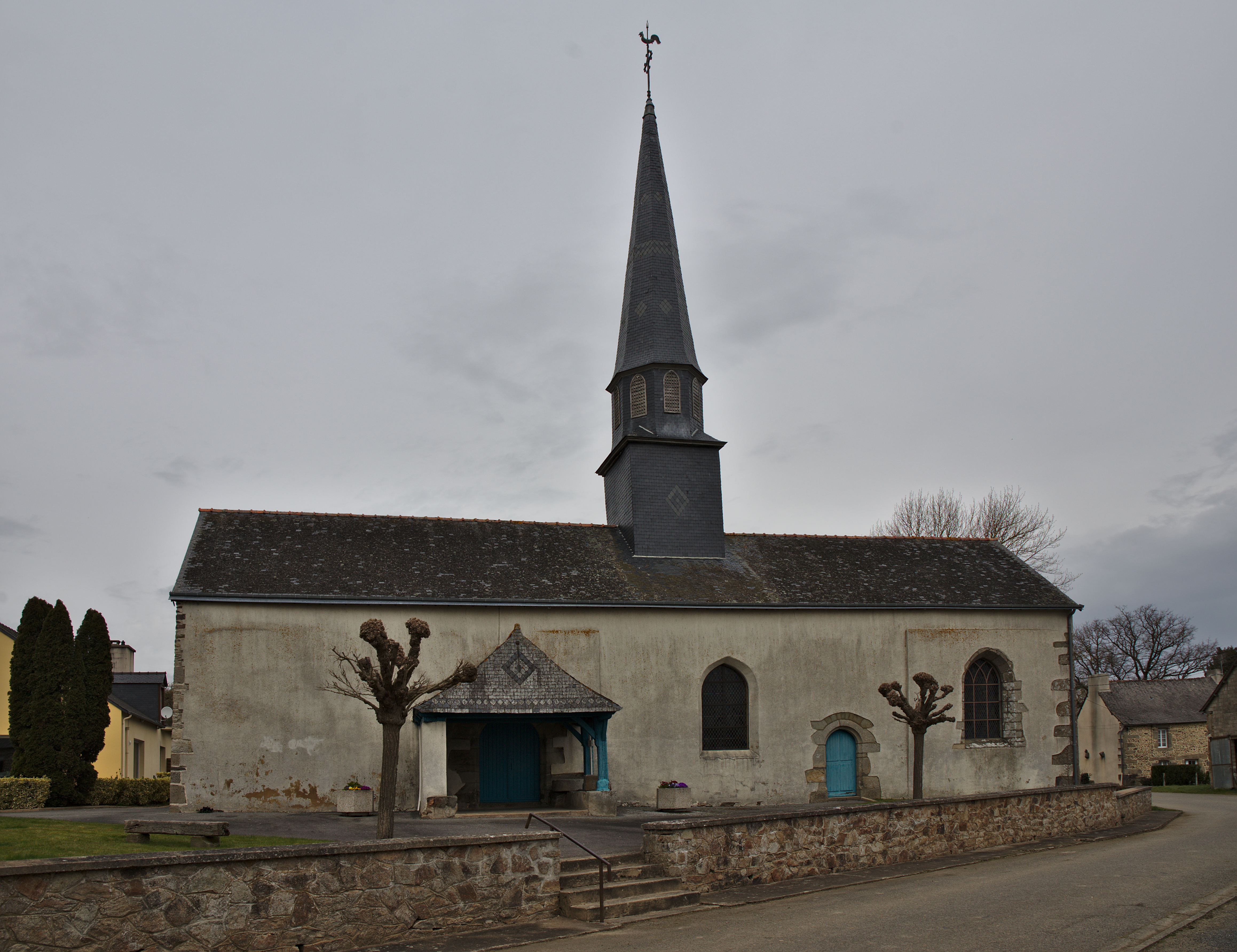
Kirche Saint-Barthélemy

| Jahr                       | 1962 | 1968 | 1975 | 1982 | 1990 | 1999 | 2006 | 2012 | 2019 |
| Einwohner                  | 447  | 390  | 355  | 287  | 240  | 224  | 201  | 181  | 192  |
| Quellen: Cassini und INSEE |      |      |      |      |      |      |      |      |      |

## Sprache
Im Frühmittelalter wurde die Gegend durch Bretonen besiedelt und deren Umgangssprache Alltagssprache. Bei der Zweiten Rückzugswelle der Bretonischen Sprache im Spätmittelalter (zwischen 1200 und 1500) kam es zum Sprachwechsel hin zum Gallo. Dieser Dialekt des Französischen ist mittlerweile beinahe ausgestorben und die Bevölkerung spricht heute französisch.